# Michael Rother

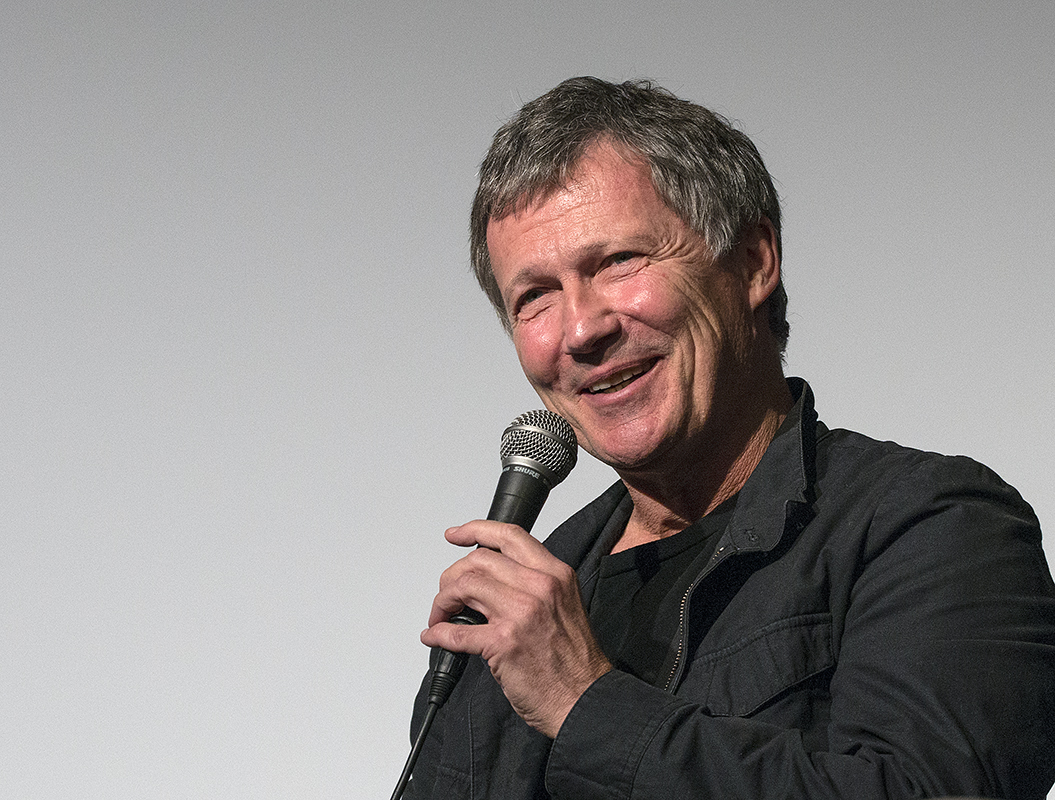
Michael Rother, 2013

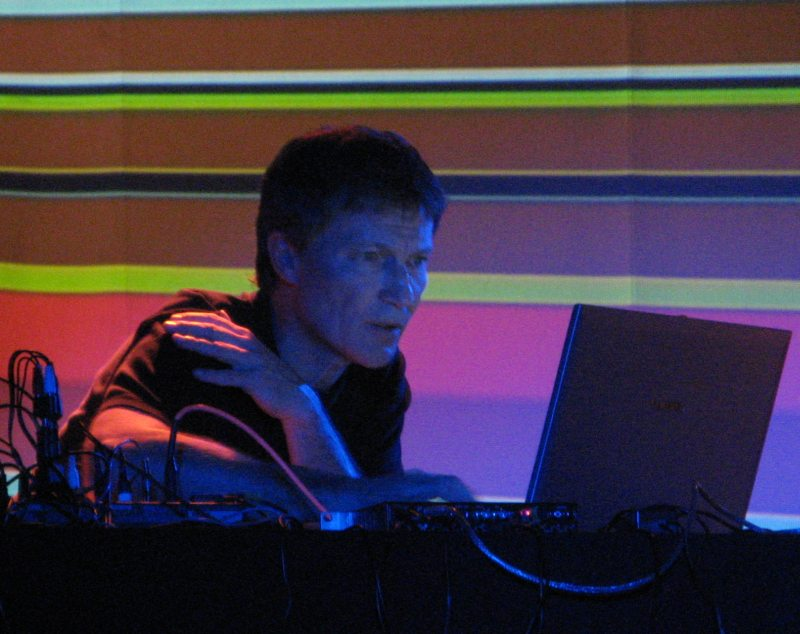
Michael Rother live (2007)

Michael Rother (* 2. September 1950 in Hamburg) ist ein deutscher Musiker und Komponist.

## Karriere
1965 bis 1971 spielte Michael Rother als Gitarrist in der Düsseldorfer Band Spirits of Sound. 1971 hatte er als Mitglied der Gruppe Kraftwerk einen Auftritt im Beat-Club. 1971 bis 1975 musizierte er in der Gruppe NEU! mit Klaus Dinger. 1973 bis 1976 führte die Zusammenarbeit mit Dieter Moebius und Hans-Joachim Roedelius in der Gruppe Harmonia zu zwei LP-Veröffentlichungen.
1977 gelang Michael Rother mit seinem ersten Solo-Album Flammende Herzen der Durchbruch. Schlagzeuger bei dieser Studioaufnahme war Jaki Liebezeit, der Mitgründer der avantgardistischen Kölner Band Can. Dieses wurde, wie bereits das erste Album mit Neu!, im Studio von Conny Plank aufgenommen / produziert. Jaki Liebezeit trommelte auch auf den Nachfolgealben von/mit Rother: „Sterntaler“, „Katzenmusik“ und „Fernwärme“. In der Folge veröffentlichte er dann mehrere Solo-Alben, arbeitete immer wieder mit anderen Musikern wie Moebius, Roedelius und Brian Eno zusammen, produzierte Theater- und Filmmusik. In seinem „Katzenmusik“-Homestudio war er ab 1983 einer der ersten deutschen Musiker, die mit dem Computermusikinstrument Fairlight CMI ihre Musik produzierten. Im Rahmen der Hörfunksendung Sounds vom Synthesizer gab Rother 1985 einen weiten Einblick in sein musikalisches Schaffen. 1998 kam es im Rahmen der KOMM 98 in Düsseldorf nach 22-jähriger Bühnenabstinenz wieder zu einem ersten Live-Auftritt, dem inzwischen weitere folgten.
Aufsehen erregte Rother 2003, als er bei einem Konzert der Band Red Hot Chili Peppers in Hamburg zu einer Jam-Session auf die Bühne kam. In der Folge kam es zu weiteren Kollaborationen zwischen dem Gitarristen der Band, John Frusciante und Rother. 2004 gaben die beiden ein gemeinsames Konzert in Los Angeles. 2004 erschien das  Album Remember (the Great Adventure), an dem auch Asmus Tietchens und Herbert Grönemeyer mitgewirkt haben. Am Ende des Konzerts der Red Hot Chili Peppers am 1. Juli 2007 in Hamburg improvisierte Rother mit der Band. Ein Reunion-Konzert von Harmonia in Originalbesetzung fand am 27. November 2007 im Berliner Haus der Kulturen der Welt statt. 2009 beteiligte er sich mit dem Titel Neutronics 98 (A Tribute to Conny Plank) an der Compilation Brand Neu!, die ein Tribute vorrangig britischer Gruppen an Neu! darstellt. Neben Michael Rother sind unter anderem Oasis, Primal Scream und Kasabian auf der Veröffentlichung zu finden.

## Diskographie
- 1977: Flammende Herzen
- 1978: Sterntaler
- 1979: Katzenmusik
- 1982: Fernwärme
- 1983: Lust
- 1985: Süssherz und Tiefenschärfe
- 1987: Traumreisen
- 1993: Radio
- 1996: Esperanza
- 2004: Remember (the Great Adventure)
- 2019: Solo
- 2020: Dreaming
- 2022: As Long As The Light